# داگتاون (فلوریدا)
داگتاون (به انگلیسی: Dogtown) یک منطقهٔ مسکونی در ایالات متحده آمریکا است که در فلوریدا واقع شده‌است. داگتاون ۸۹ متر بالاتر از سطح دریا واقع شده‌است.